# Sphericaleyrodes
Sphericaleyrodes is een geslacht van halfvleugeligen (Hemiptera) uit de familie witte vliegen (Aleyrodidae), onderfamilie Aleyrodinae.
De wetenschappelijke naam van dit geslacht is voor het eerst geldig gepubliceerd door Selvakumaran & David in 1996. De typesoort is Sphericaleyrodes bambusae.

## Soorten
Sphericaleyrodes omvat de volgende soorten:
- Sphericaleyrodes bambusae Selvakumaran & David, 1996
- Sphericaleyrodes regui Dubey & Sundararaj, 2006